# أدب الوحوش

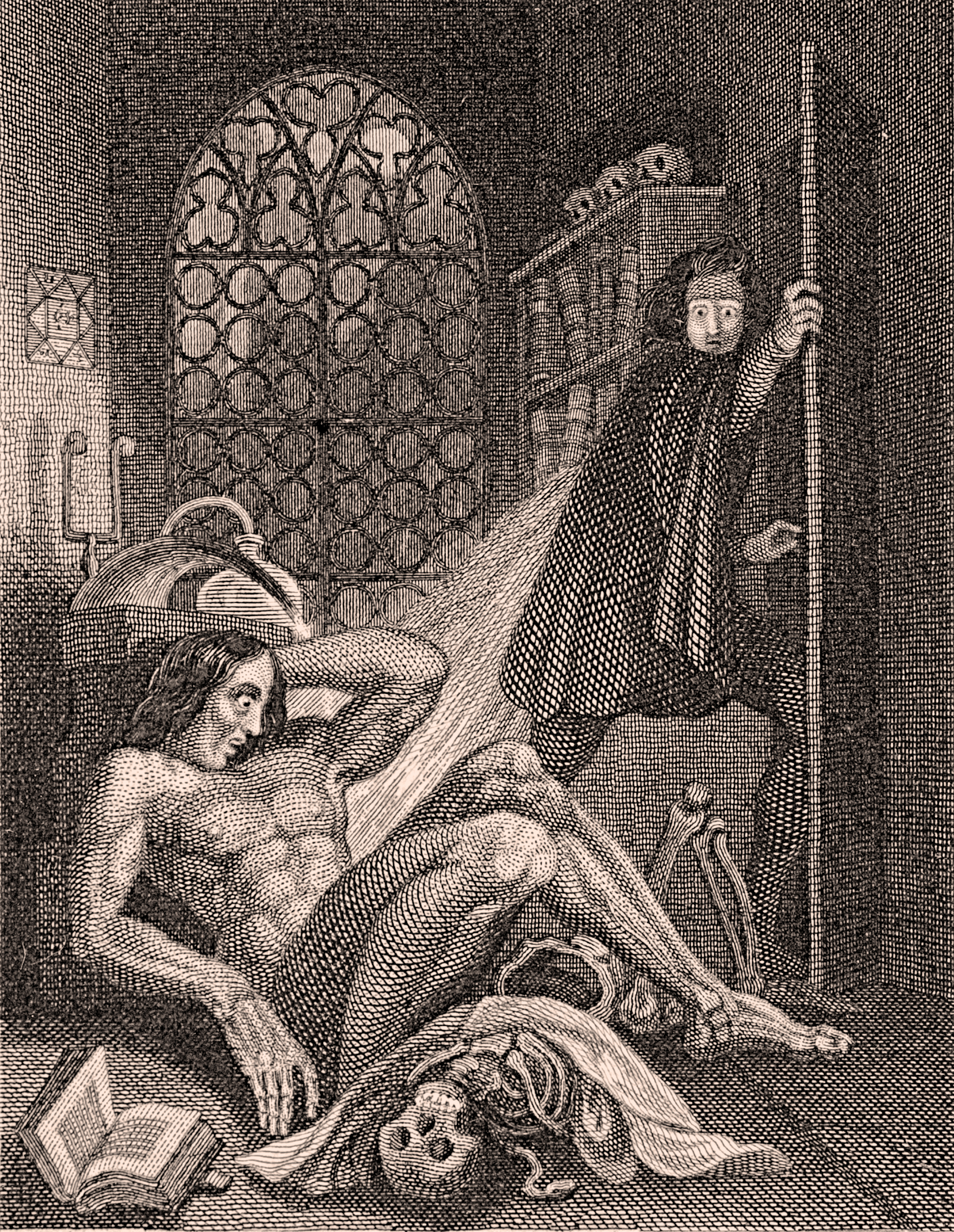
يشعر فيكتور فرانكشتاين بالاشمئزاز والندم من تصميم فرانكشتاين (الوحش). فرانكشتاين (الوحش) هو مثال بارز على أدب الوحوش.

أدب الوحوش أو أدب المسوخ هو من أدب الرعب، وهو نوع من الأدب يجمع بين الخير والشر ويهدف إلى إثارة إحساس الرعب والهلع في قرائه من خلال تقديم الجانب الشرير في شكل وحش.

## التاريخ
تعود جذور موضوعات ومفاهيم أدب الوحوش إلى الأدب القوطي في القرن الثامن عشر. يمكن إرجاع أقدم أمثلة الأدب القوطي إلى رواية الكاتب الإنجليزي هوراس والبول "قلعة أوترانتو" 1764. ظهر أدب الوحوش لأول مرة في القرن التاسع عشر مع إصدار رواية ماري شيلي "فرانكشتاين" 1818. يتضمن الأدب القوطي عناصر الرعب والإرهاب وكذلك الضحية التي لا حول لها ولا قوة أمام العدو أو المعتدي الذي عادة ما يمتلك شكلاً من أشكال القوة أو الميزة الخارقة على الضحية، ويستخدمها لإحداث فتنة في حياة الضحية. في أدب الوحوش، يتم تصوير الجاني في شكل وحش يعذب الآخرين. كما أن هذا النوع من الأدب -المستوحى من القوطية- يثير مشاعر الحزن والكآبة والعزلة.

### فرانكشتاين
في فرانكنشتاين لماري شيلي، نرى فيكتور فرانكشتاين مدفوعًا برغبته النهمة في المعرفة والتنوير؛ يخلق وحشًا باستخدم أجزاء من أجساد المجرمين المتوفين في محاولة لتصميم إنسان مثالي، شخص أقوى وأكثر ذكاءً من الآخرين. بعد فترة وجيزة، ندم فرانكشتاين على ما فعل ونَبَذَهُ.
الوحش، الذي يتمتع بقوة وسرعة خارقة، يعذب فيكتور وأقرب أصدقائه وعائلته. يثير الوحش الرعب لدى الدكتور فرانكشتاين وكذلك في أذهان القرويين في المدن المجاورة. يتطور لدى القارئ شعور بالغضب والاشمئزاز من الوحش بسبب أفعاله ضد الدكتور فرانكشتاين وعائلته وفي الوقت نفسه يشعر بالتعاطف مع الوحش لأنه وحيد وغير محبوب.

### حالة غريبة للدكتور جيكل والسيد هايد
في قضية «روبرت لويس ستيفنسون» الغريبة للدكتور جيكل والسيد هايد (1886)، يتحدث محامٍ يُدعى السيد أوتيرسون مع صديقه ريتشارد إنفيلد عن لقاء مر به مع رجل بغيض أحدب يُدعى السيد هايد. سرعان ما اكتشف أوتيرسون أن أحد موكليه وهو الدكتور جيكل، قد كتب وصيته وأعطى كل ممتلكاته لهذا الرجل الغريب. تم الكشف عن أن (جيكل وهايد) هما في الواقع شخص واحد! وأن جيكل كان يستخدم جرعة دواء صنعها للتنقل بين الشخصيتين. هايد يعذب المدينة، بينما جيكل يعتذر ويذل أصدقاءه من أجل هايد. تدعو رواية ستيفنسون إلى كراهية هايد ثم تصدمك عندما تكتشف شخصية جيكل المزدوجة.

### دراكولا
في دراكولا برام ستوكر (1897)، يسافر جوناثان هاركر إلى قلعة الكونت دراكولا. يستفسر دراكولا عن شراء منزل في إنجلترا، ولكن سرعان ما يجد جوناثان نفسه سجينًا لدراكولا. يهرب هاركر، لكن دراكولا، المعروف بأنه مصاص دماء، سرعان ما يغامر بالابتعاد عن قلعته ويبدأ في تعذيب الآخرين المقربين من جوناثان. يتمتع دراكولا بالقدرة على التحول إلى خفاش، وقيادة الذئاب، ولديه قوة لا تصدق. ومع ذلك، فإن دراكولا ومصاصي الدماء الآخرين في الرواية يضعفون أثناء النهار ويمكن صدهم بالثوم والصليب. يعض دراكولا إحدى أقرب أصدقاء جوناثان، وهي لوسي ويستنرا، لذلك يدعو الدكتور فان هيلسينج العديد من الرجال الأقوياء للتبرع بدمائهم للمساعدة في علاج مرضها. ماتت لوسي من المرض، لكنها عادت ذات ليلة وبدأت في تعذيب الناس في المدينة. سرعان ما يدرك الأطباء أنه يجب عليهم قتل لوسي بدفع وتد في قلبها وقطع رأسها لأنها تحولت إلى مصاصة دماء. في جميع أنحاء الرواية فإن أفعال مصاصي الدماء تحير وتعذب البشر، وتثير الحزن والرعب في نفس القاريء.

### أنا أسطورة
في رواية ريتشارد ماثيسون أنا أسطورة (1954)، روبرت نيفيل هو آخر إنسان على وجه الأرض. يعزل نفسه في منزله، محصنًا بأبواب حديدية ومرايا وثوم لإبعاد الكائنات المصابة التي تشبه مصاصي الدماء والتي تبقى بعد انتشار عدوى غامضة بين الكائنات الحية على الأرض. هذه الكائنات المصابة، مثل مصاصي الدماء، تظهر فقط في الليل. يعاني نيفيل من الوحدة والشعور بالعزلة بعد أن فقد زوجته وابنته في حادث تحطم طائرة أثناء محاولته الهروب من الوباء، ويكافح هذه المشاعر بشرب الكحول. يتذكر نيفيل أكثر تجاربه المؤلمة، مثل قتل كلبه بعد إصابتها. يتعاطف القارئ باستمرار مع نيفيل، حيث يتم تصويره على أنه عاجز ومعزول، ويفتقر إلى أي فرصة حقيقية لعيش حياة ممتعة. يشعر القارئ بإحساس غامر باليأس والحزن والتعاطف مع نيفيل.

## الأعمال الحديثة
يختلف أدب الوحش الحديث المكتوب بعد الحرب العالمية الثانية عن الأعمال السابقة في أن الأعمال الحديثة تأخذ تفسيرات أكثر تقنية للأحداث الخارقة للطبيعة. على سبيل المثال، في أنا أسطورة، لاحظ روبرت نيفيل في نفسه أن دراكولا «كان خليطًا من الخرافات والحكايا المبتذلة». يتبرأ من المعتقدات السابقة حول مصاصي الدماء بما في ذلك أنهم يمكن أن يتحولوا إلى خفافيش وذئاب. هذه المفاهيم فيما يتعلق بخصائص مصاصي الدماء، ليس لها سند علمي أو دليل عقلي وبالتالي لا تخدم أي مصداقية في ذهن نيفيل.
في الأعمال السابقة، كان العلماء والأطباء يعتبرون الأكثر دراية ويثق بهم الجميع حتى لو لم يقدموا دليلاً على ادعاءاتهم. على سبيل المثال، في دراكولا يدعي الدكتور فان هيلسينج أنه يفهم كيفية عمل مصاصي الدماء. دون تساؤل يقبل الجميع اقتراحه بأن مصاصي الدماء يمتصون دم الإنسان ويتبعون أوامره، ويتبرعون بدمائهم إلى لوسي.

## المواضيع المشتركة

### التنوير والعلم
يركز أدب الوحوش على كيفية تأثير العلم على إنشاء وتدمير كائنات شريرة خارقة للطبيعة. في فرانكنشتاين، نشأ الدكتور فرانكشتاين خلال عصر التنوير. وهو على استعداد للتخلي عن الحب بسبب شغفه بالعلم. وباستخدام قوة العلم استطاع إنشاء كائن بشع هدد حياة البشر. في دراكولا، تُستخدم المعرفة العلمية كوسيلة أولية لعلاج المصابين بمصاصي الدماء. يحظى العلماء في الرواية باحترام كبير ويتمتعون باحترام كبير من الجميع. في حالة غريبة للدكتور جيكل والسيد هايد، يستخدم الدكتور جيكل العلم لتغيير مظهره الجسدي والعقلي إلى درجة أنه يتنكر على أنه كائن بشع مختلف تمامًا يُعرف باسم السيد هايد. في أنا أسطورة، يستخدم روبرت نيفيل أحدث التطورات العلمية للبحث عن الطب الوقائي والعلاجي الذي يحارب بكتيريا مصاص الدماء.

### العزلة
يضفي أدب الوحوش على شخصياته مشاعر العزلة. على سبيل المثال: في فرانكشتاين، تم ترك كل من فيكتور فرانكنشتاين والوحش الذي صنعه معزولين بعد أن تخلوا عن أفراد عائلتهم. تستحوذ على فرانكشتاين اكتشافاته العلمية ويتجاهل خطيبته وعائلته. وبمجرد أن يكمل عمله، يتخلى عن الوحش ويتركه وحده ليدافع عن نفسه. ثم يقتل الوحش جميع أصدقاء وأقارب فرانكشتاين كوسيلة للانتقام مما يتركهم معزولين.

### الشعور بالوحدة
غالبًا ما يقدم أدب الوحوش شخصياته على أنها كائنات وحيدة وعاجزة. في أنا أسطورة، روبرت نيفيل هو آخر إنسان على وجه الأرض، أو هكذا يعتقد. شركاؤه هم حشد من مصاصي الدماء الذين يتواجدون حول منزله ويريدون امتصاص دمه واستنزاف الصفات البشرية منه. يعاني نيفيل من صمت مدوي يملأ منزله كل يوم. لا يسمع أي أصوات ولا يرى كائنات صديقة. في الليل تعذبه المخلوقات الشريرة خارج منزله.

### الازدواجية
أوضح مثال على الازدواجية في أدب الوحوش هو الحالة الغريبة للدكتور جيكل والسيد هايد. في الليل يتحول الدكتور جيكل إلى السيد هايد، جانبه الشرير والوحشي. وفي النهار، يعود إلى هويته الأساسية باسم الدكتور جيكل. مع مرور الوقت، تبدأ ازدواجيته في الاندماج ويغير هويته تلقائيًا. تشمل الأمثلة الأخرى للازدواجية في أدب الوحوش حالة استراحة مصاصي الدماء أثناء النهار وهياجهم الشرير أثناء الليل (يُرى في كل من دراكولا وأنا أسطورة).

## أمثلة بارزة
- فرانكشتاين
- دراكولا
- حالة غريبة للدكتور جيكل والسيد هايد
- أنا أسطورة : فيلم، رواية

## روابط خارجية
- الأدب القوطي على Buzzle.com
- الرواية القوطية